# ناوشکن کلاس کاسین
ناوشکن کلاس کاسین (به انگلیسی: Cassin-class destroyer) یک کلاس از کشتی است که طول آن 305 ft 3 in می‌باشد.